# Cihelny (Karlovy Vary)
Cihelny (německy Ziegelhütten) je místní část města Karlovy Vary. Leží v malebném údolí řeky Teplé, která se zde pozvolna rozestupuje do technického díla z 30. let 20. století – březovské přehrady. Obec je obklopena lesními komplexy chráněné krajinné oblasti Slavkovský les – vrchy Tančírnou a Jelením vrchem (644 m) v pásmu Kozích hřbetů, a na pravém břehu Teplé Červeným vrchem (568 m). Funkce této místní části je oproti ostatním částem města zcela atypická a výjimečná: území rekreační, relaxační, sportovní, ve svém souhrnu odpočinkové zázemí světových lázní a krajského města.

## Poloha
Cihelny leží 6 kilometrů jihozápadním směrem od centra Karlových Varů.

## Historie
1850 – samostatná obec, 1869 pod správou obce Kfely, 1890–1910 pod správou obce Bošířany, 1930–1950 samostatná obec, 1960–1970 pod správou obce Doubí. Od roku 1974 pod správou města Karlových Varů.
Největší rozmach této vesničky byl v roce 1910, kdy zde bydlelo v 17 domcích 161 trvalých obyvatel, většinou německé národnosti jako zemědělci a lesní dělníci. Od roku 1890 vévodila obci vila karlovarských rodin Fischerů a posléze Knollů. V roce 1898 byla zprovozněna železniční trať Karlovy Vary – Mariánské Lázně. Období 1945–1980 bylo pro Cihelny obdobím útlumu. Postupně ze zástavby zmizely dožilé domky. V novém 21. století celé území ožilo a zkrásnělo. Postarali se o to nejen místní občané a chataři, kteří se vkusem a s citem pro určitý druh památek opravili většinu domků, ale hlavně a. s. Astoria ROYAL GOLF, která zde podle projektu odborné společnosti GARY PLAYER DESIGN COMPANY vybudovala na přelomu století jeden z nejkvalitnějších golfových areálů v ČR a jedno ze 13 golfových hřišť v západočeském kraji.

## Obyvatelstvo, domy
Rok s nejmenším, největším a současným počtem: obyvatel – 89 (1846), 161 (1910), 27 (2007), domů – 13 (1864), 17 (1930), 25 (2007)
| Období | Počet obyvatel |
| ------ | -------------- |
| 1846   | 89             |
| 1910   | 161            |
| 2007   | 27             |

| Období | Budovy |
| ------ | ------ |
| 1846   | 13     |
| 1930   | 17     |
| 2007   | 25     |

## Další fotografie

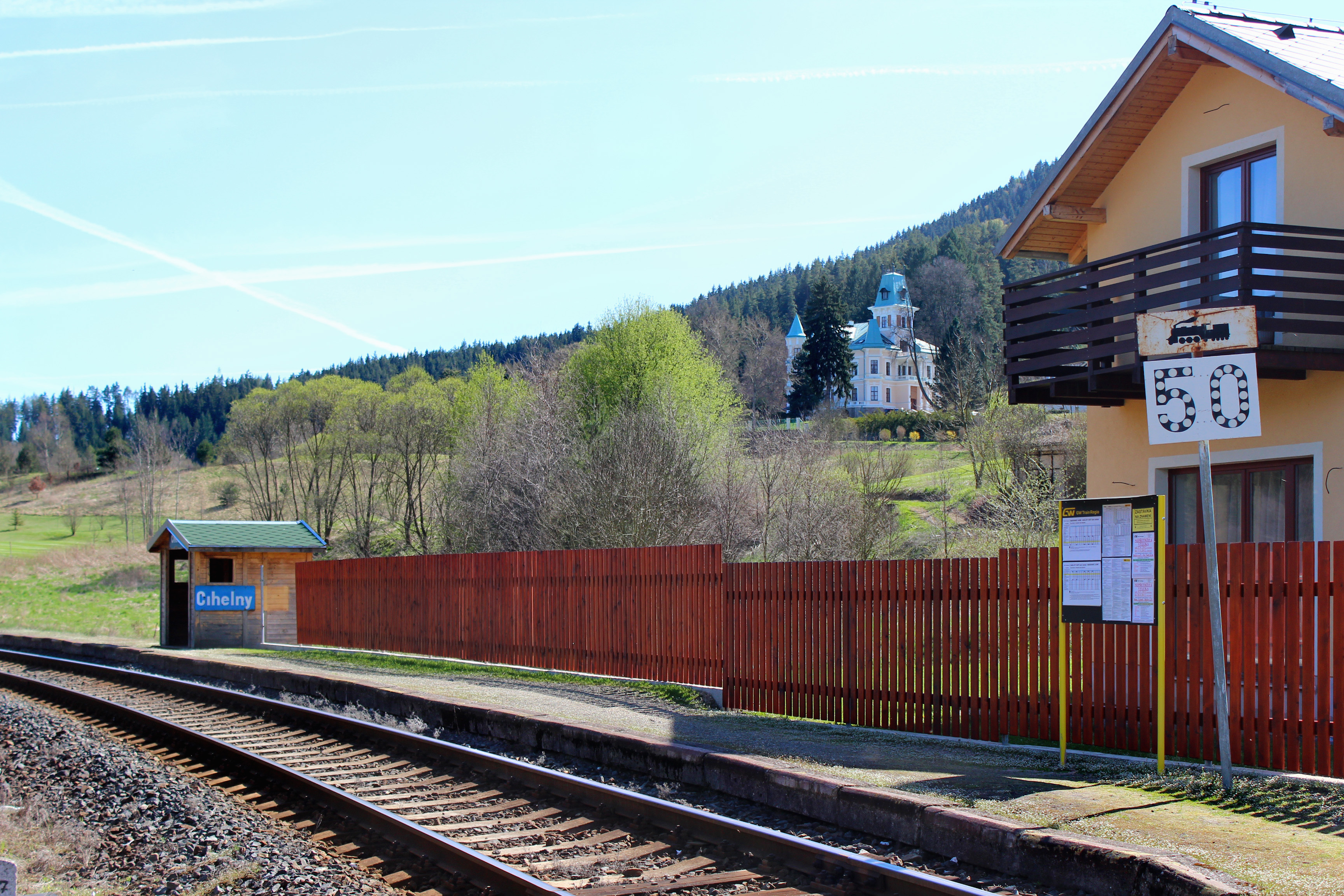
Zastávka na trati Karlovy Vary – Mariánské Lázně
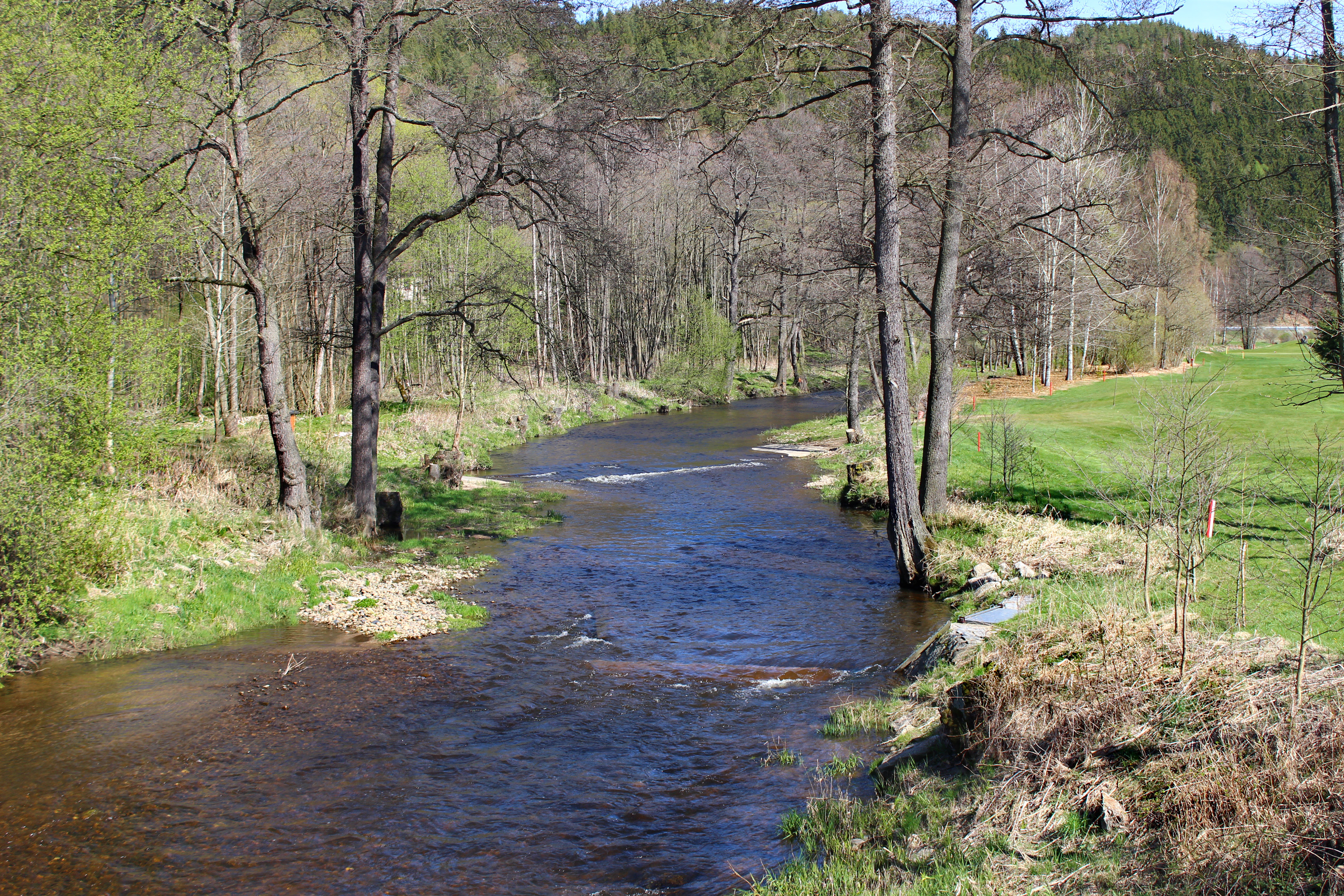
Řeka Teplá
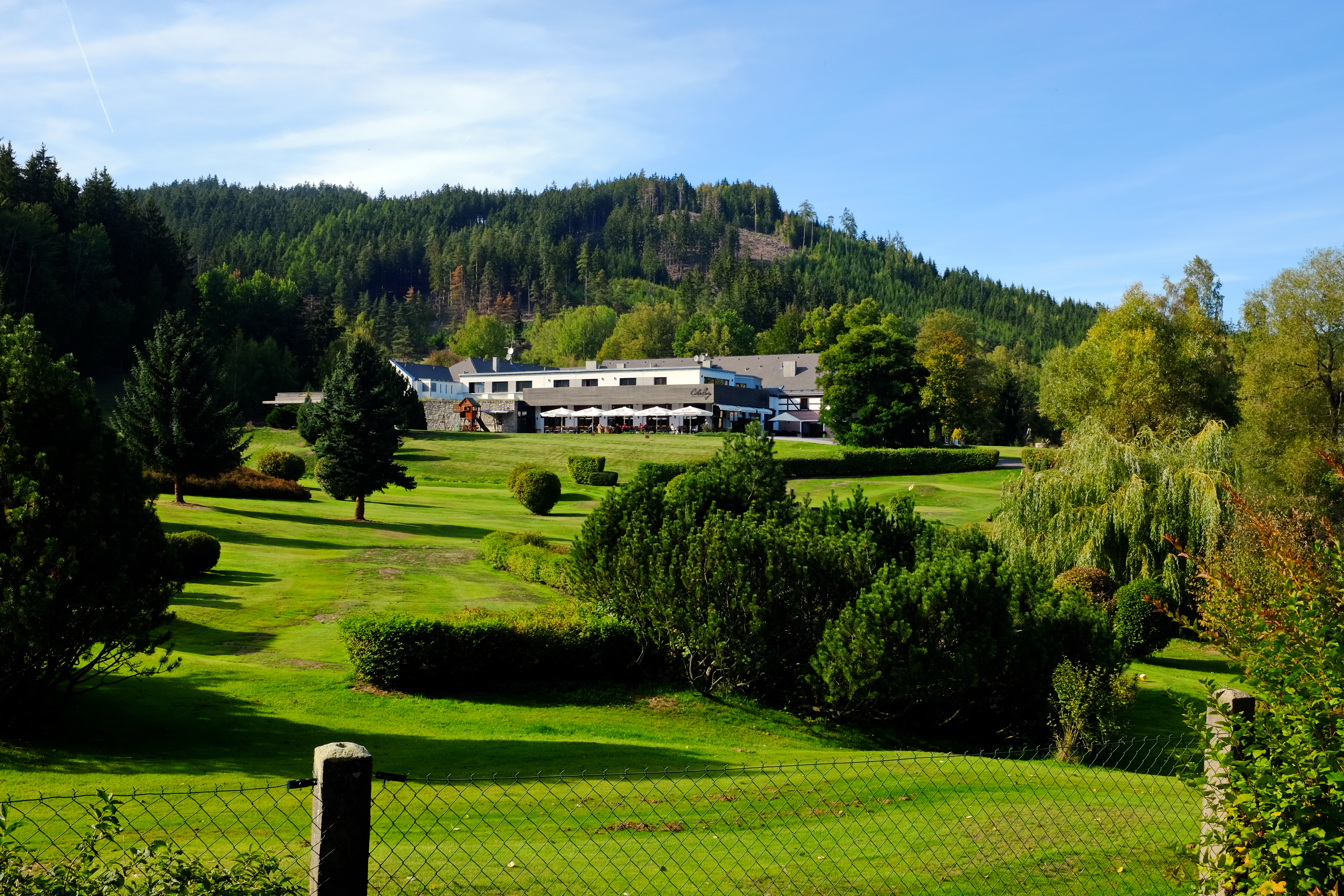
Golfové hřiště